# 野村結紀乃
野村 結紀乃（のむら ゆきの）は、日本のバレリーナ、バレエ指導者、起業家。大阪府出身。元ブルガリア国立バレエ団のダンサーで、現在は東京都を拠点にバレエ教室「YBS Yukino Ballet Studio」を主宰し、国内外でバレエ教育に携わっている。また、株式会社Primaの代表としてダンサー向けのサービス提供にも取り組んでおり、芸術活動と起業を両立している。

## 略歴
4歳からクラシックバレエを始め、2010年よりコンテンポラリーダンスをサイトウマコトに師事。2011年に「NAMUE全国バレエコンクール」で第1位、2012年に「豊田全国バレエコンクール」で第2位を獲得する。
2013年、ベラルーシ国立ミンスク・ボリショイバレエ学校に留学。2015年、ブルガリア国立バレエ団に入団し、ヨーロッパを拠点にプロバレエダンサーとして活動。2016年には、第27回ヴァルナ国際バレエコンクールにおいてブルガリア代表として出場した。
2018年に東京都代田橋で「YBS Yukino Ballet Studio」を設立。その後、2021年に四谷、2024年に三田スタジオを開設し、都内3拠点で指導活動を行っている。2022年には米国シカゴのHinsdale Dance Academyと提携し、海外との連携を通じた指導活動も展開している。
2020年には、ダンサー支援を目的とする株式会社Primaを設立。2022年にはダンサー向けマッチングサービス「Prima.（プリマドット）」の運営を開始した。2023年には、マーティプレバレエコンクール・シニアの部で指導者賞を受賞。

## 主な受賞歴
- 2011年：NAMUE全国バレエコンクール 第1位
- 2012年：豊田全国バレエコンクール 第2位
- 2023年：マーティプレバレエコンクール シニアの部 指導者賞

## 教育・事業関連
- 2018年：YBS Yukino Ballet Studio 設立（代田橋）
- 2020年：株式会社Prima 設立（CEO）
- 2021年：YBS 四谷スタジオ 開設
- 2022年：Hinsdale Dance Academy（米国）と提携
- 2024年：YBS 三田スタジオ 開設
- 2022年：マッチングサイト「Prima.（プリマドット）」提供開始

## 関連人物・団体
- サイトウマコト（コンテンポラリーダンス指導者）
- ブルガリア国立バレエ団（旧所属）
- Hinsdale Dance Academy（提携校）